# Politique en Indre-et-Loire
Le département français d'Indre-et-Loire est un département créé le 4 mars 1790 en application de la loi du 22 décembre 1789, à partir des anciennes provinces de Touraine, d'Anjou et de quelques communes de l'Orléanais. Les 272 actuelles communes, dont presque toutes sont regroupées en intercommunalités, sont organisées en 19 cantons permettant d'élire les conseillers départementaux. La représentation dans les instances régionales est quant à elle assurée par 18 conseillers régionaux. Le département est également découpé en 5 circonscriptions législatives, et est représenté au niveau national par cinq députés et trois sénateurs.

## Représentation politique et administrative

### Préfets et arrondissements

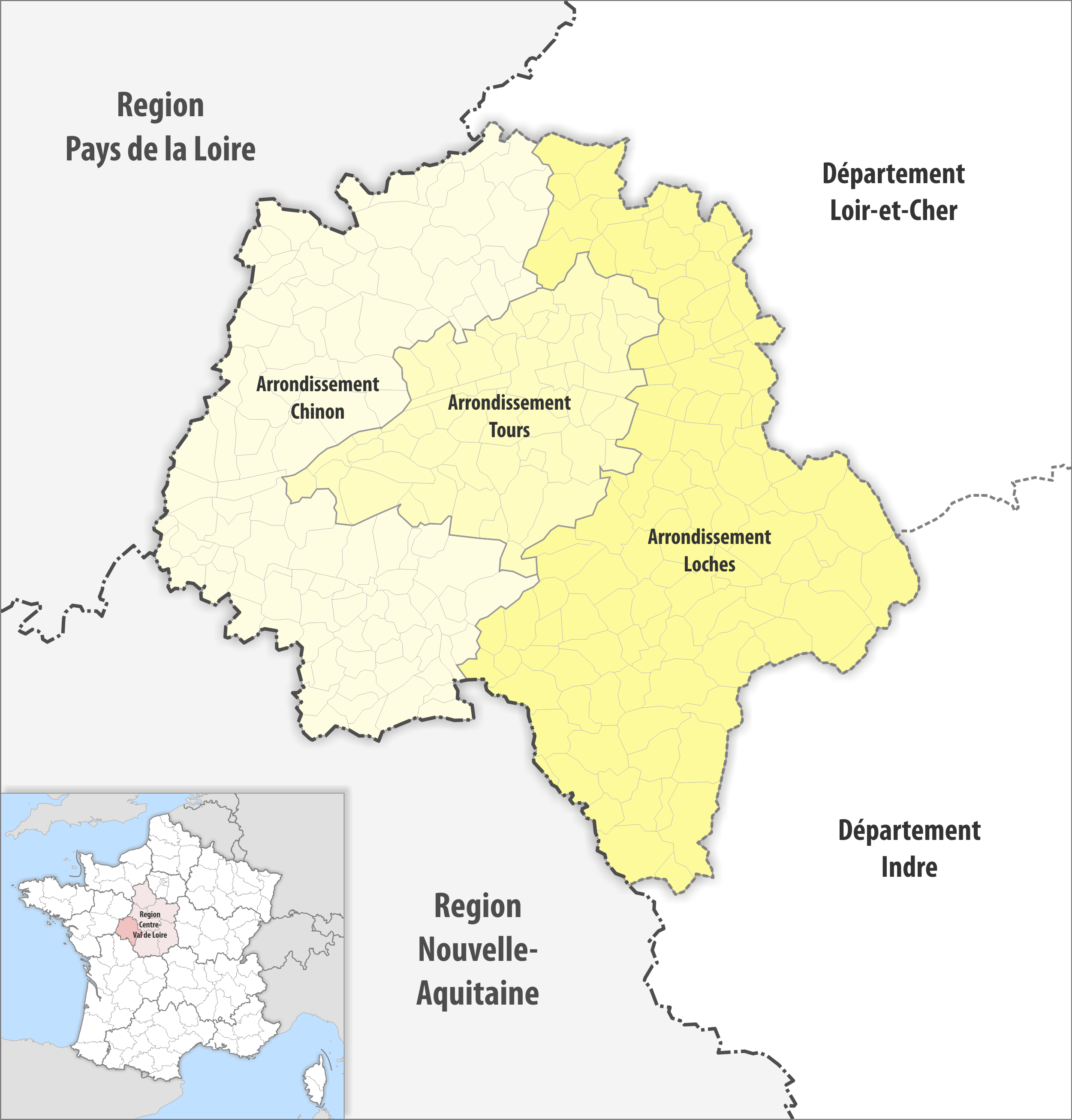
Arrondissements

La préfecture d'Indre-et-Loire est localisée à Tours. Le département possède en outre deux sous-préfectures à Chinon et Loches.

### Députés et circonscriptions législatives

Circonscriptions et affiliations à l'issue des élections de 2024.

| Circ. | Nom              |  | Parti | Groupe                      | Suppléant             |
| ----- | ---------------- |  | ----- | --------------------------- | --------------------- |
| 1re   | Charles Fournier |  | LÉ    | Écologiste et social        | Marie Quinton         |
| 2e    | Daniel Labaronne |  | RE    | Ensemble pour la République | Brigitte Pineau       |
| 3e    | Henri Alfandari  |  | HOR   | Horizons et indépendants    | Claire Debré-Chaffaud |
| 4e    | Laurent Baumel   |  | PS    | Socialistes et apparentés   | Gaëlle Cavelier       |
| 5e    | Sabine Thillaye  |  | MoDem | Les Démocrates              | Abel Pires            |

### Sénateurs
| Nom                 |  | Parti | Groupe | Autres mandats (passés ou actuels)                           |
| ------------------- |  | ----- | ------ | ------------------------------------------------------------ |
| Vincent Louault     |  | HOR   | LIRT   | Maire de Cigogné, conseiller départemental                   |
| Jean-Gérard Paumier |  | LR    | REP    | Conseiller départemental, président du conseil départemental |
| Pierre-Alain Roiron |  | PS    | SER    | Maire de Langeais, conseiller régional                       |

### Conseillers départementaux

Cantons et affiliations à l'issue des élections de 2021.

| Canton                   | Conseiller Sortant        | Parti | Parti | Conseiller élu          | Parti | Parti |
| ------------------------ | ------------------------- | ----- | ----- | ----------------------- | ----- | ----- |
| Amboise                  | Rémi Leveau               |       | LREM  | Rémi Leveau             |       | LREM  |
| Amboise                  | Laurence Cornier-Goehring |       | DVG   | Anne Truet              |       | DVG   |
| Ballan-Miré              | Alexandre Chas            |       | LR    | Wilfried Schwartz       |       | DVG   |
| Ballan-Miré              | Nathalie Touret           |       | LR    | Solenne Marchand        |       | DVG   |
| Bléré                    | Jocelyne Cochin           |       | LR    | Jocelyne Cochin         |       | LR    |
| Bléré                    | Vincent Louault           |       | LR    | Vincent Louault         |       | LR    |
| Château-Renault          | Brigitte Dupuis           |       | LR    | Brigitte Dupuis         |       | LR    |
| Château-Renault          | Alain Anceau              |       | UDI   | Jean-Pierre Gaschet     |       | UDI   |
| Chinon                   | Éric Loizon               |       | LR    | Franck Chartier         |       | DVD   |
| Chinon                   | Isabelle Raimond-Pavero   |       | LR    | Isabelle Raimond-Pavero |       | LR    |
| Descartes                | Gérard Dubois             |       | DVD   | Gérard Dubois           |       | DVD   |
| Descartes                | Geneviève Galland         |       | DVD   | Geneviève Galland       |       | DVD   |
| Joué-lès-Tours           | Judicaël Osmond           |       | LR    | Judicaël Osmond         |       | LR    |
| Joué-lès-Tours           | Valérie Turot             |       | LR    | Valérie Turot           |       | LR    |
| Langeais                 | Jean-Marie Carles         |       | DVG   | Jean-Marie Carles       |       | DVG   |
| Langeais                 | Martine Chaigneau         |       | LREM  | Martine Chaigneau       |       | LREM  |
| Loches                   | Valérie Gervès            |       | DVD   | Valérie Gervès          |       | DVD   |
| Loches                   | Pierre Louault            |       | UDI   | Henri Alfandari         |       | LR    |
| Montlouis-sur-Loire      | Patrick Bourdy            |       | PS    | Agnès Monmarché-Voisine |       | PS    |
| Montlouis-sur-Loire      | Agnès Monmarché-Voisine   |       | PS    | Laurent Thieux          |       | PS    |
| Monts                    | Sylvie Giner              |       | LR    | Sylvie Giner            |       | LR    |
| Monts                    | Patrick Michaud           |       | UDI   | Patrick Michaud         |       | UDI   |
| Saint-Cyr-sur-Loire      | Fabrice Boigard           |       | LR    | Cédric De Oliveira      |       | LR    |
| Saint-Cyr-sur-Loire      | Dominique Sardou          |       | LR    | Valérie Jabot           |       | LR    |
| Sainte-Maure-de-Touraine | Nadège Arnault            |       | DVD   | Nadège Arnault          |       | DVD   |
| Sainte-Maure-de-Touraine | Étienne Martegoutte       |       | LR    | Étienne Martegoutte     |       | LR    |
| Saint-Pierre-des-Corps   | Mounia Haddad             |       | LREM  | Éloïse Drapeau          |       | DVD   |
| Saint-Pierre-des-Corps   | Jean-Gérard Paumier       |       | LR    | Jean-Gérard Paumier     |       | LR    |
| Tours-1                  | Cécile Chevillard         |       | LR    | Cécile Chevillard       |       | LR    |
| Tours-1                  | Xavier Dateu              |       | UDI   | Brice Droineau          |       | LR    |
| Tours-2                  | Dominique Lemoine         |       | DVG   | François Lafourcade     |       | EÉLV  |
| Tours-2                  | Florence Zulian           |       | PS    | Ursula Vogt             |       | GÉ    |
| Tours-3                  | Barbara Darnet-Malaquin   |       | LR    | Barbara Darnet-Malaquin |       | LR    |
| Tours-3                  | Olivier Lebreton          |       | LR    | Olivier Lebreton        |       | LR    |
| Tours-4                  | Céline Ballesteros        |       | LR    | Sabrina Hamadi          |       | EÉLV  |
| Tours-4                  | Thomas Gelfi              |       | UDI   | Franck Gagnaire         |       | PS    |
| Vouvray                  | Patrick Delétang          |       | LR    | Bruno Fenet             |       | LR    |
| Vouvray                  | Pascale Devallée          |       | LR    | Pascale Devallée        |       | LR    |

### Conseillers régionaux
Présidence : François Bonneau (Loiret)
|            | Parti | Siège |
| ---------- | ----- | ----- |
| Majorité   |       |       |
|            | PS    | 5     |
|            | DVG   | 2     |
|            | LFI   | 1     |
|            | EÉLV  | 1     |
|            | ÉCO   | 1     |
|            | PCF   | 1     |
| Opposition |       |       |
|            | LR    | 2     |
|            | UDI   | 1     |
|            | RN    | 1     |
|            | LAF   | 1     |
|            | DVD   | 1     |
|            | DVC   | 1     |

### Maires

Carte des 272 communes d'Indre-et-Loire au 1er janvier 2022.

| Commune                | Maire              |  | Parti | Élection | Population |
| ---------------------- | ------------------ |  | ----- | -------- | ---------- |
| Amboise                | Brice Ravier       |  | DVG   | 2023     | 13 132     |
| Chambray-lès-Tours     | Christian Gatard   |  | DVG   | 2001     | 11 877     |
| Fondettes              | Cédric de Oliveira |  | LR    | 2020     | 10 917     |
| Joué-lès-Tours         | Frédéric Augis     |  | LR    | 2014     | 37 893     |
| Montlouis-sur-Loire    | Vincent Morette    |  | PS    | 2014     | 11 261     |
| La Riche               | Sébastien Clément  |  | DVG   | 2023     | 10 349     |
| Saint-Avertin          | Laurent Raymond    |  | UDI   | 2018     | 15 075     |
| Saint-Cyr-sur-Loire    | Philippe Briand    |  | LR    | 1989     | 16 766     |
| Saint-Pierre-des-Corps | Emmanuel François  |  | DVD   | 2020     | 15 698     |
| Tours                  | Emmanuel Denis     |  | LÉ    | 2020     | 135 787    |